# 珀希拉恩
珀希拉恩是奥地利下奥地利州梅尔克县的一个市镇。总面积17.89平方公里，总人口3935人，人口密度220.0人/平方公里（2005年）。